# Canale delle Landes

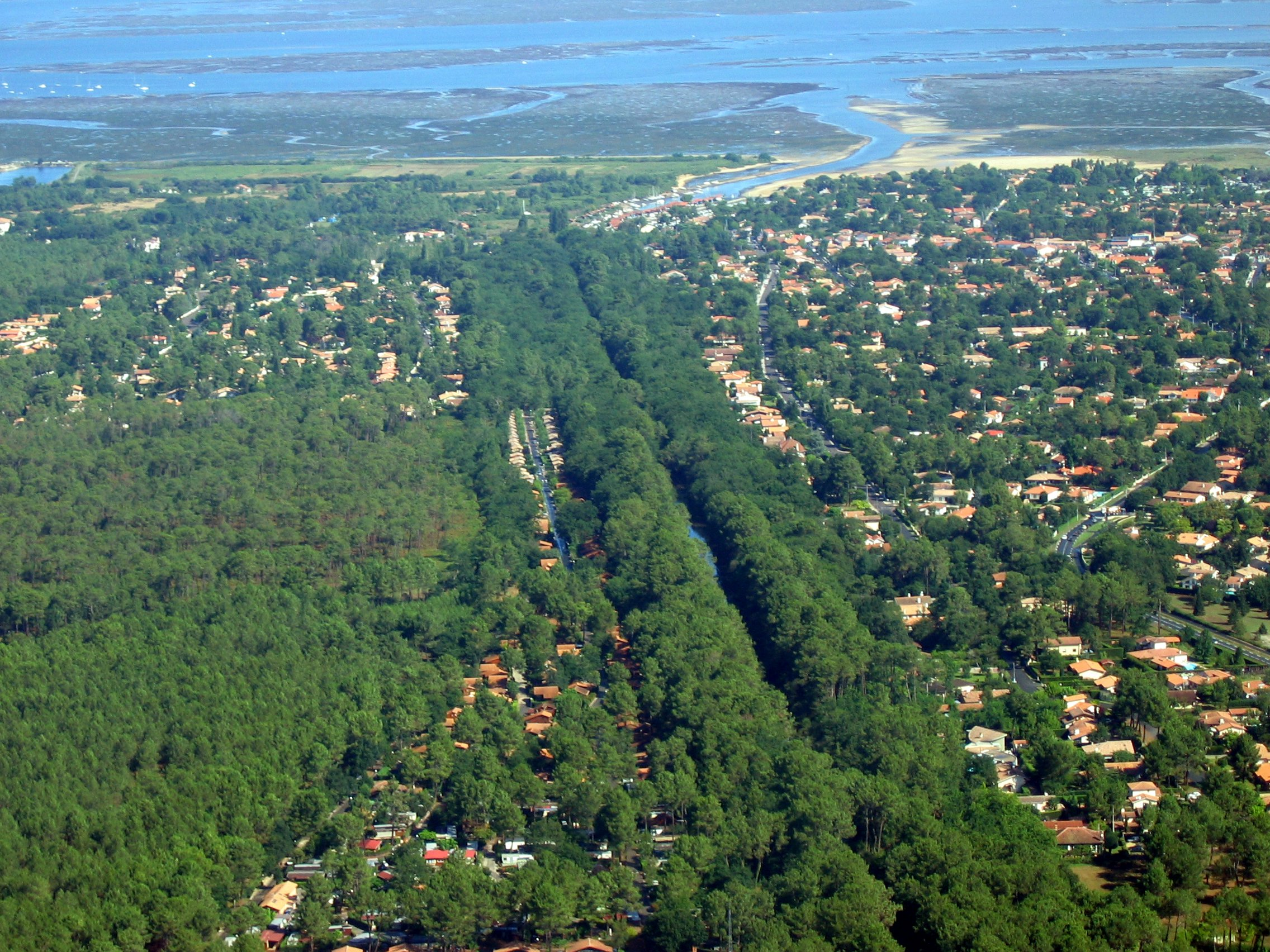
Il canale delle Landes sfociante nel bacino di Arcachon

Il canale delle Landes o canale di Cazaux è un corso d'acqua artificiale lungo 20 km, che collega il lago di Biscarrosse e di Parentis al bacino d'Arcachon attraverso il lago di Cazaux, nella regione dell'Aquitania in Francia. Scavato nel 1838 dalla Compagnie d'Exploitation et de Colonisation des Landes, attraversa i comuni di La Teste-de-Buch e di Gujan-Mestras. Attualmente ne sono mantenuti efficienti solo gli ultimi quattro chilometri che precedono il bacino d'Arcachon, ove un percorso alternativo sicuro rende possibile l'accesso alle sponde.

## Storia

### I precursori
Vauban suggerì nel 1681 la creazione di un canale che collegasse il bacino d'Arcachon a Bayonne attraverso i grandi laghi delle Landes. I numerosi progetti elaborati fra il XVII ed il XVIII secolo non ebbero seguito.
Nell'ambito dell'elaborazione di un progetto volto alla stabilizzazione delle dune in Aquitania, un ingegnere della Marina, Charlevoix de Villiers, fu inviato a La Teste nel 1778 per realizzare uno studio preliminare, che comprendeva anche lo scavo di un canale per collegare il bacino d'Arcachon a al fiume Adour. Charlevoix de Villiers concluse che sarebbe stato inutile scavare un canale prima della stabilizzazione delle dune. Il servizio dei Ponts et Chaussées intraprese perciò l'opera della stabilizzazione delle dune, ma il progetto di costruzione del canale venne dimenticato durante il periodo della rivoluzione francese.
Nel 1820 Boyer-Fonfrède, un avvocato di Bordeaux, volle realizzare a sue spese un canale che permettesse la navigazione fluviale fra il lago di Cazaux e il bacino d'Arcachon.
L'idea gli era stata suggerita nei salotti di La Teste, ai quali aveva accesso per aver sposato una giovane della famiglia dei Peyjehan. Egli si appassionò a questo progetto e chiese l'autorizzazione a procedere con le opere alle autorità, autorizzazione che gli venne concessa. Tuttavia venne a diverbio con la municipalità di La Teste e con il partner con il quale aveva costituito la società per eseguire i lavori, perciò non poté condurre a buon fine il suo progetto.

### La Compagnia per lo sfruttamento e la colonizzazione delleLandes
L'idea venne ripresa nel 1834, sotto il regno di Luigi Filippo, dalla Compagnie d'exploitation et de colonisation des Landes, creata appositamente per scavare, mantenere e sfruttare il canale. Originariamente erano previsti due tronconi: il primo avrebbe collegato Cazaux ad Aureilhan attraverso Mimizan, ma non vide mai la luce, mentre i lavori del secondo, per una lunghezza di 14 km, iniziarono il 1º aprile 1835. La posa della prima pietra nella prima delle otto chiuse previste avvenne nel 1838, e successivamente furono realizzate sette chiuse.
Da Cazaux a La Hume, il canale misurava 14,5 km di lunghezza; la sua larghezza variava da 13 a 24 metri e la sua profondità era di 1,65 m a livello della banchina. L'altezza media del dislivello alle chiuse era di 2,65 m.
Il canale dal 1840 permise il trasporto di merci, principalmente ferro per servire le officine e le fucine, che prosperarono grazie a questa apertura alla navigazione. Occorrevano 3,2 franchi di pedaggio per tonnellata trasportata, e i battelli in servizio portavano fino a 12/13 tonnellate. Il tonnellaggio annuale trasportato era in media di circa 7.000 tonnellate, garantendo un introito da 18.000 a 20.000 franchi, insufficiente a coprire le spese. Per aumentare le sue entrate, la Compagnia aprì il canale al traffico turistico nel 1845, installando a La Hume un battello destinato a escursioni domenicali consistenti in un viaggio di andata e ritorno fino al lago di Cazaux, al prezzo di 2,5 franchi a persona. Ma questo non fu sufficiente, perché oltre alla bassa redditività numerosi problemi vennero dall'insabbiamento, un fenomeno che gli ingegneri avevano sottostimato. Nel 1857 la Compagnia portò i suoi libri contabili in tribunale e la navigazione cessò verso il 1860.

### La Compagnia agricola e industriale d'Arcachon

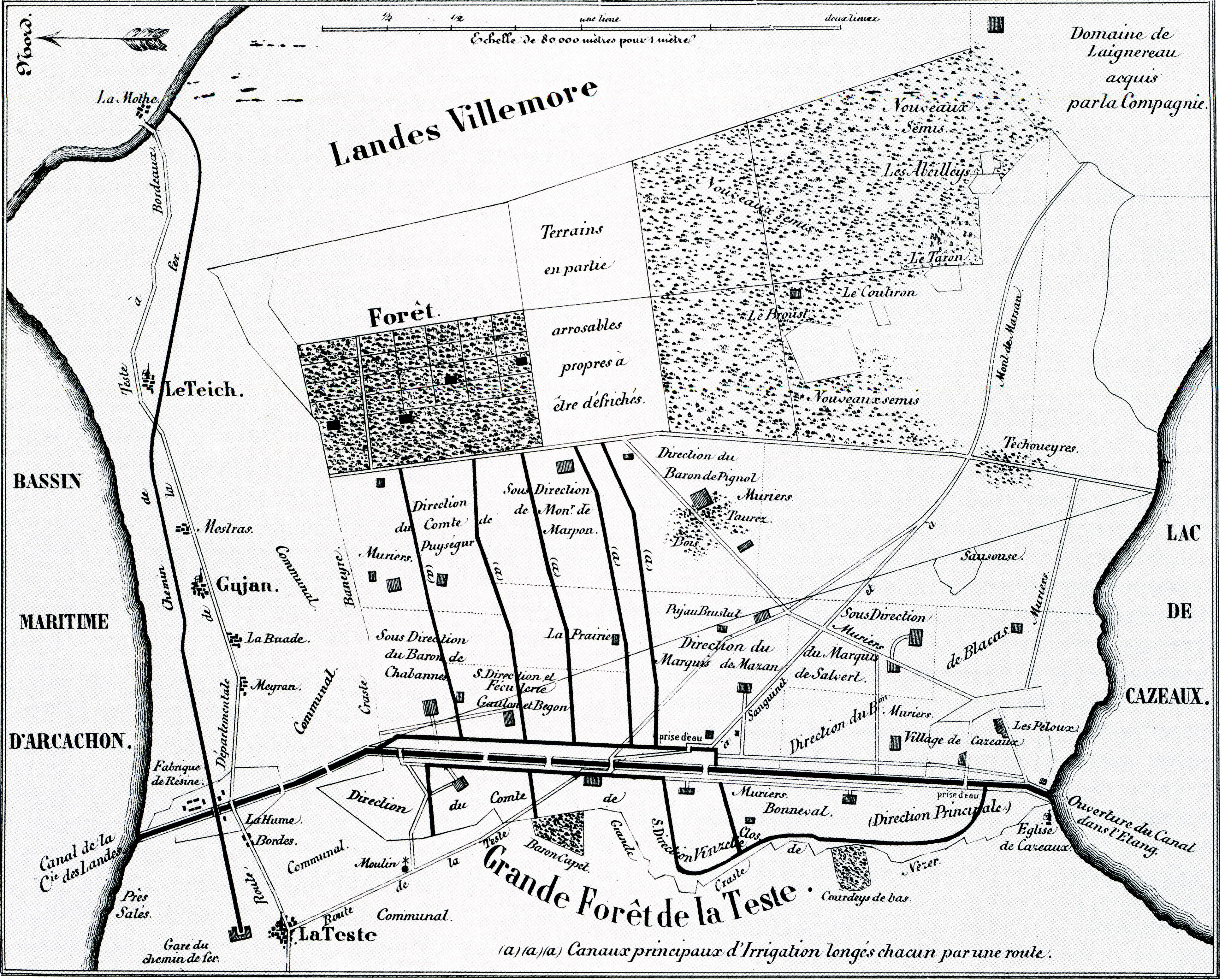
Piano di gestione della piana di Cazaux verso il 1840 da parte della compagnia d'Arcachon.

Parallelamente, la Compagnie Agricole et Industrielle d'Arcachon nacque nel 1837, grazie a un investimento di alcuni aristocratici Parigini che vedevano in questo paese povero e arido le premesse per diventare un Eldorado. Con la messa in opera di un sistema d'irrigazione dal canale, pensavano di poter rendere fertili le terre della piana di Cazaux e di sviluppare culture alimentari, traendone grandi benefici economici. L'arrivo dell'acqua consentì, in un primo tempo, la coltivazione di carote e di frumento per sostituire miglio, mais e segale. Tuttavia questa terra povera, che non poteva essere né bonificata né concimata, non fu sufficientemente produttiva e portò al fallimento la Compagnia nel 1846,

### La Compagnia operaia di colonizzazione delleLandesdi Guascogna
Nel 1849 fu creata la Compagnie ouvrière de colonisation des Landes de Gascogne. Essa raccolse i lotti abbandonati dalla Compagnie agricole et industrielle d'Arcachon per utilizzarli come risaie, sfruttando l'irrigazione esistente per allagare i campi. Nel 1850 e nel 1852 furono raccolti rispettivamente 3.000 e 10.000 ettolitri di riso. Furono lanciati numerosi progetti dagli azionisti: varietà di colture e promesse di rese straordinarie, creazione di un bacino d'impiego senza precedenti intorno alla Compagnia. Ma la cattiva conoscenza del suolo delle Landes di La Teste e di Gujan portarono presto la Compagnia allo scioglimento. Prima di cessare la sua attività nel 1860, la Compagnia aveva fatto scavare nel 1854 il porto-canale di Gujan-Mestras per installarvi uno stabilimento balneare.
Fu il pino marittimo (specie endemica) il solo a salvarsi da una situazione difficile in tutte le Landes della Guascogna.

### L'abbandono del canale

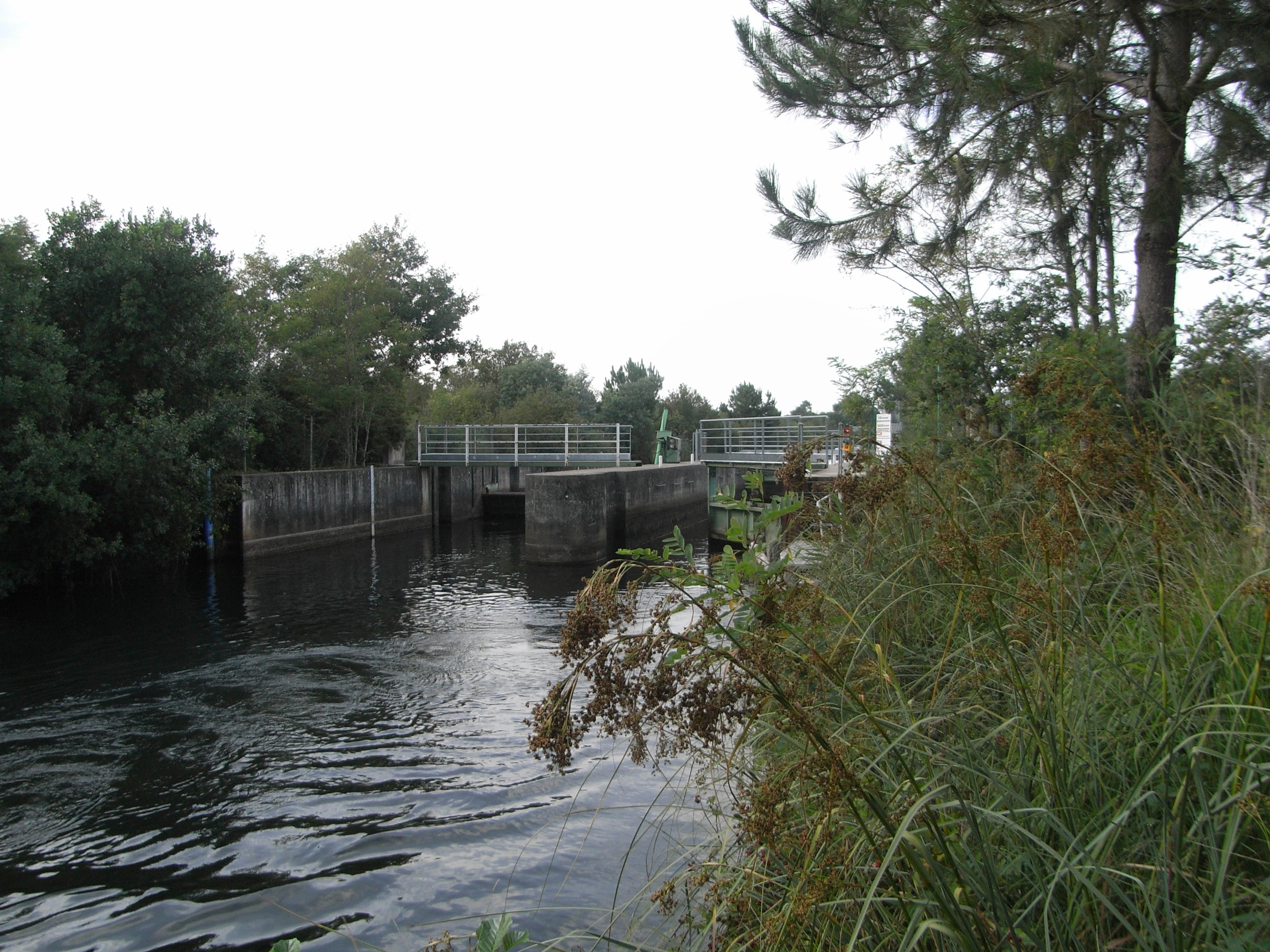
Chiusa di Navarosse à Biscarosse

I comuni seminarono il loro territorio di pini a partire dal 1857; la foresta si sviluppò alla fine del XIX secolo e il canale di Cazaux venne abbandonato.
Una volta abbandonati i grandi progetti di gestione, le lavandaie s'impossessarono del canale per soddisfare gli alberghi e la clientela altolocata di Arcachon, allora al suo apogeo. Esse occuparono una fascia di terreno nel comune di Gujan-Mestras.
Durante la seconda guerra mondiale i tedeschi, temendo un'invasione inglese, sostituirono le chiuse con degli sbarramenti in tavole, visibili ancora oggi, per inondare tutti i terreni di Gujan, de La Teste e di Cazaux e così ritardare l'avanzata delle truppe nemiche.
Se il canale delle Landes è oggi abbandonato, impedendo la navigazione fra il lago di Cazaux ed il bacino d'Arcachon, è tuttavia in servizio un canale che collega il lago di Cazaux a quello di Parentis, che circonda il piccolo lago di Biscarrosse. Questo breve tratto è dotato a Navarosse di una chiusa a sagoma ridotta in servizio gratuito.